# Ūla
A Ūla (belaruszul: Ула) egy folyó, amely Fehéroroszország északi részén ered és Litvánia déli részén a Merkys folyóba torkollik, folyásiránya általában északnyugati. Hossza 84 km (ebből Litvániában 61 km), vízgyűjtő területe 752,9 km² (Litvániában 451 km²).
Két csatornázott folyó, a Provozsa (Провожа) és a Lucska (Лучка) összefolyásaként ered a Padejkij falunál, Lucskától Dubičiaiig Pelesa néven ismert. Teljes hossza 84 km, ebből 13,5 km a fehéroroszországi, Hrodnai területen, 3 km a fehérorosz-litván határ mentén, a többi a litvániai Varėna körzetben található, amelynek egy része a Ūla Tájvédelmi Területen, majd a Dzūkija Nemzeti Parkban folyik, majd Paūliai közelében ér véget. A folyó különlegességét az adja, hogy egyike a világ kevés természetes bifurkációjának, mivel a Pelesa folyó kettéválásakor létrejövő Ūla a Merkys felé folyik, míg párja, a Kotra Nyeman felé tart. 

## Földrajza

### Bifurkáció
A Kotra és a Ūla kezdetben egy folyót alkot, amelyet Pelesa néven ismert, és amely Fehéroroszországban ered és északnyugati irányban folyik. A fehérorosz-litván határ után, Paramėlis és Kazliškės falvak között, Varėnától mintegy 22 kilométerre délkeletre két önálló folyóra ágazik szét: a Kotra, a Nyeman mellékfolyója, és az Ūla, a Merkys mellékfolyója lesz. A kettéválás a 19. század második felében történt, amikor a Ūla a meder eróziója miatt átlépte a saját és a Kotra vízgyűjtője közötti vízválasztót. Ennek eredményeként az Ūla mintegy 410 négyzetkilométerrel megnagyobbította a vízgyűjtő területét, a Kotra pedig elvesztette két mellékfolyóját. Ezek a folyamatok a talajvízszint csökkenését és több tó szinte teljes eltűnését is okozták a térségben.

### Hidrológia
A folyó átlagos vízhozama Zervynose-nál 5,58 m³/s, a legnagyobb mért vízhozam 106 m³/s, a legkisebb pedig 0,13 m³/s. Mivel a folyót nagymértékben táplálja a talajvíz, vízjárása az év során csak kis mértékben változik: tavasszal az éves vízhozam 39 %-a, nyáron és ősszel 20 %-a, télen 21 %-a folyik le rajta.
Jobb oldali mellékfolyói: Nochia, Kaniavėlė, Mazupis, Uosupis, Sienyčia, Išrūginis.
Bal oldali mellékfolyói: Katra, Lynupis, Povilnis.

### Völgye
Pauosupe alatt a Ūla-völgy szinte teljes területét tőzeges árterület borítja, a völgy oldalában forrásokkal. Zervynaitól az Ūla egy dűnés szakaszon halad át, és egy keskeny völgyben, magas, folyamatosan erodálódó sziklákkal övezett szűk völgyben folyik Mančiagirė felé. Festői feltárulások találhatók még továbbá Žiūrisnál és Trakiškiainál. Itt bugyog a felszínre az egyedülálló „Ūla akies” forrástava. Bár a völgy kissé kiszélesedik a továbbiakban, még mindig magas teraszok és árterek kísérik. Az alsó szakaszon a folyó eléri a morénaalapját, és iinnentől az Ūla medre kövessé válik.
A Ūla a Dainava-erdőben Zervynas, Mančiagirė, Žiūrs, Trakiškis és Paūļi néprajzi Dzuki falvakon folyik keresztül. A Ūla völgye emellett kőkori lelőhelyekben rendkívül gazdag terület.

## Fordítás
- Ez a szócikk részben vagy egészben  a(z)   Ūla című litván Wikipédia-szócikk ezen változatának fordításán alapul.  Az eredeti cikk szerkesztőit annak laptörténete sorolja fel. Ez a jelzés csupán a megfogalmazás eredetét és a szerzői jogokat jelzi, nem szolgál a cikkben szereplő információk forrásmegjelöléseként.